# Brīvzemnieki socken
Brīvzemnieki socken (lettiska: Brīvzemnieku pagasts) är ett administrativt område i Alojas kommun, Lettland. 